# Rolando Villazón

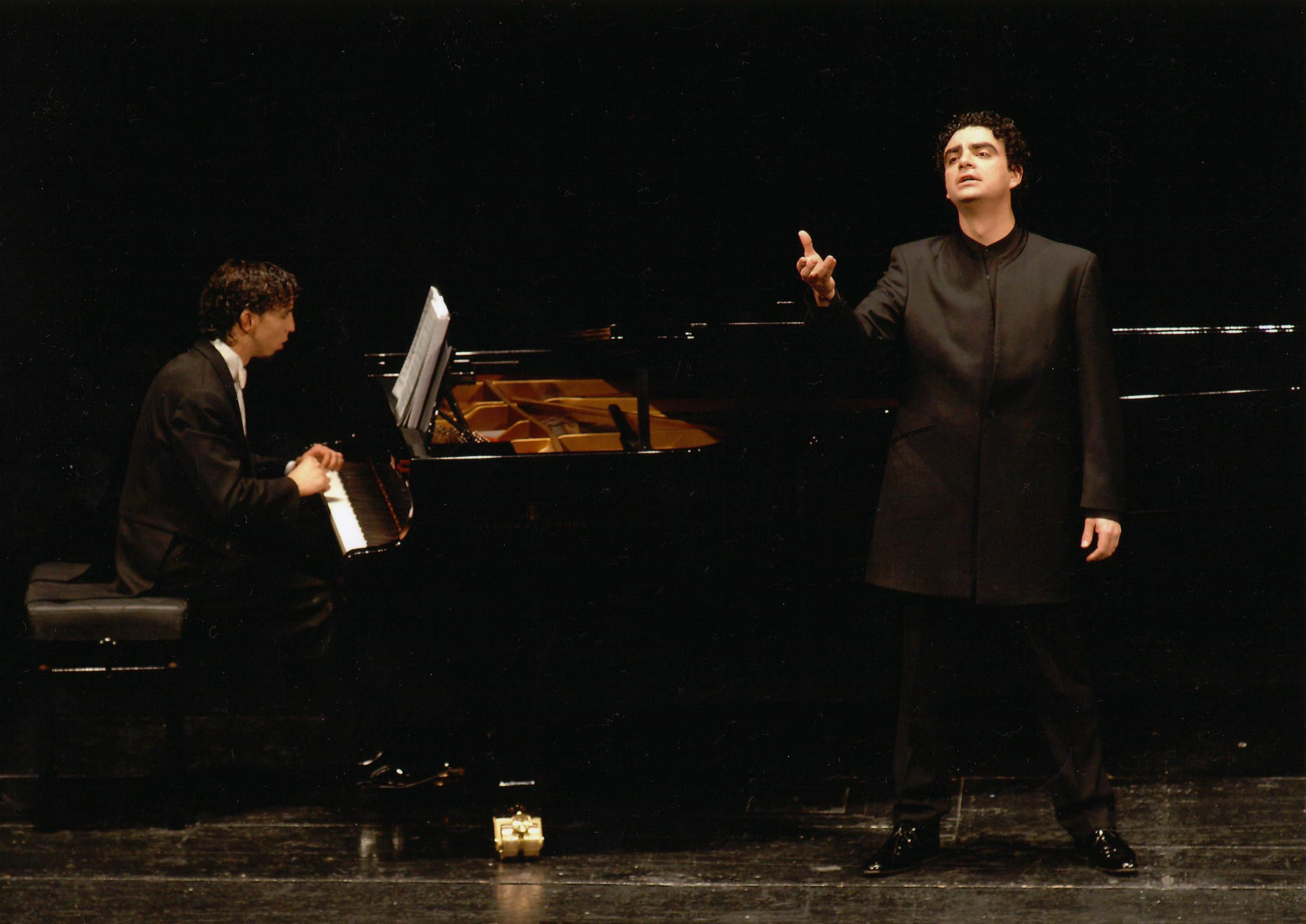
Ángel Rodríguez i Rolando Villazón

Rolando Villazón (Ciutat de Mèxic, 1972) és un tenor francomexicà. Entre 2001 i 2008, fou reconegut internacionalment com un dels principals tenors lírics del moment i fou aclamat en teatres de gran prestigi mundial incloent el Metropolitan Òpera House a Nova York, Òpera Nacional de París, Royal Opera House Covent Garden, Bavarian Opera a Múnic, Staatsoper a Berlín, Staatsoper de Viena i molts altres.

## Trajectòria
A l'edat d'onze anys, ingressà en el Centro de Capacitación Artística Espacios de Mèxic, on estudià música, actuació, dansa contemporània i ballet. El 1990, Villazón conegué el baríton Arturo Nieto, el qual l'introduí en el món de l'òpera i després es convertí en el seu mestre de cant.
Dos anys més tard, ingressà en el Conservatorio Nacional de Música per a continuar llur preparació vocal amb Enrique Jaso. Allà, encarnà el personatge de Dorvil, en La scala di seta; a Florville, a Il Signor Bruschino i Alessandro en Il Re Pastore. Després de guanyar dos concursos nacionals en la Ciutat de Mèxic i Guanajuato, Villazón començà a estudiar amb el baríton Gabriel Mijares, amb el que continuà llurs estudis abans d'iniciar la seva carrera internacional.
El 1998, Villazón ingressà en el prestigiós Programa Merola d'Òpera, de l'Òpera de San Francisco, on participà en una sèrie de classes amb Joan Sutherland i desenvolupà el rol d'Alfredo, a La Traviata. Més tard, es feu membre del Programa d'Artistes Joves de l'Opera de Pittsburgh, des d'on participà en la posada en escena de I Capuleti e i Montecchi, Lucia di Lammermoor i Vanessa, de Samuel Barber. El 1999, Villazón guanyà el Premio del Público, el Premio Zarzuela i un segon premi en el Certamen Internacional Operalia, que presideix i organitza el tenor Plácido Domingo.
Després del seu debut europeu a Gènova (Itàlia), el 1999 com Des Grieux (Manon), seguí la seva primera aparició a França com el Rodolfo a l'Òpera de Lió el desembre del mateix any. Duran la mateixa temporada debutà com Alfredo a La traviata en el Teatre Verdi a Trieste. Més endavant fou invitat per a cobrir a un col·lega en el mateix paper en l'òpera de la Bastilla de París. Aquestes representacions el portaren el maig del 2000 a assolir atenció internacional.
Aquesta temporada, pràcticament en el seu final, interpretà La bohème a l'Òpera de París, Il Combattimento di Tancredi e Clorinda a l'Òpera de Lilla, Rigoletto en el Metropolitan Opera, el seu debut en el paper estel·lar de Werther a l'Òpera de Niça, Eugeni Oneguin al Covent Garden, L'elisir d'amore a Berlín, Roméo et Juliette i Rigoletto a Viena (la primera, en 2002, també a Oviedo). També va cantar el seu primer Rèquiem de Verdi en el festival de Saint-Denis, Lucia di Lammermoor en el festival d'Orange i concerts de gala a Tokio, Leipzig, Berlín, Frankfurt, Zúric, Moscou, París, Tolosa de Llenguadoc, i Monte Carlo entre d'altres, acabant la temporada en el Festival de Peralada l'agost.
Durant els anys següents representa molts papers de tenor líric arreu del món, esdevenint un dels tenors més aclamats i amb més èxit del moment, tant per la seva veu, com la passió a l'hora de cantar i actuar. En 2005, debuta al Gran Teatre del Liceu amb L'elisir d'amore, amb un èxit esclatant; hi torna el maig de 2007 amb Manon, que canta amb Natalie Dessay. La hiperactivitat, l'assumpció de papers massa forts per a la seva veu i un estancament en la tècnica el porten a tenir problemes de veu que li fan cancel·lar, durant sis mesos, les seves actuacions previstes. Reapareix en començar 2008, amb un recital de lieder al Liceu i Werther a la Staatsoper de Viena, però amb evidents problemes vocals. Un any després, el febrer de 2009, torna a cancel·lar totes les funcions programades fins al 2010 i, al maig, és operat d'un quist a les cordes vocals.
Torna als escenaris el març de 2010 amb Nemorino (L'elisir d'amore) a Viena i un seguit de recitals, però té la veu afectada, amb pèrdua de volum i projecció, que no el deixa lluir com abans. La seva activitat com a cantant disminueix, centrant-se en recitals i papers operístics menys exigents vocalment (alguns de Mozart, com Don Ottavio, Lucio Silla o l'Alessandro d' Il re pastore, però cantats amb una línia de cant poc mozartians, Nemorino, etc.). En 2013, cantà de nou el Nemorino al Liceu i va fer un recital al Palau de la Música Catalana.
Fa el debut com a director d'escena en Werther a l'Opéra de Lyon el gener de 2011.
Durant els seus anys daurats, Rolando Villazón ha guanyat nombrosos i importants premis. El febrer del 2003 rebé el reconeixement Les Victories de la Musique com la Revelació Estrangera a França. La seva primera gravació presentant àries italianes va rebre el premi ECHO Clàssics del 2004. L'any següent guanyà el mateix premi dintre de la categoria de "Cantante del año 2005". Juntament amb la nominació del prestigiós Gramaphone com "Artista de l'Any" i el premi al "Enregistrament de l'Any", també guanyà el premi "Best Recital Recording 2005", així com el premi anual de la revista Opernwelt com "Cantant de l'Any". El seu segon enregistrament d'àries franceses l'atorgà una nominació al premi Grammy per a "Best Classical Vocal Performance".
De manera anecdòtica, Villazón ha participat en alguns enregistraments d'òperes alienes al seu repertori habitual: la seva veu és la del Timoner a Der fliegende Holländer de Wagner, sota la direcció de Daniel Barenboim i de jove mariner al Tristan und Isolde enregistrat per Plácido Domingo sota la direcció d'Antonio Pappano (EMI, 2006).